# Devil Is a Loser
„Devil Is A Loser“ je singl finske hard rok grupe Lordi. To je drugi po redu ikada izdadi singl benda i za njega su Lordi snimili i spot. Objavljen je 2002. godine, kao deo albuma „Get Heavy“. Na singlu se nalazi i bonus pesma pod nazivom „Don't Let My Mother Know“.

## Lista pesama
1. „Devil Is a Loser“ (3:29)
2. „Don't Let My Mother Know“ (3:32)
3. „Devil Is a Loser“ (Muzički video)

## Članovi benda
- Mr. Lordi - Vokal, Semplovanje
- Amen - Gitara, Prateći vokal
- Magnum - Bas gitara, Prateći vokal
- Enary - Klavijature, Klavir, Prateći vokal
- Kita - Bubnjevi, Prateći vokal